# 田尾将実
田尾 将実（たお まさみ、本名：田村 実、1951年3月25日 - ）は日本の男性作曲家である。公益社団法人日本作曲家協会理事・事務局長。山口県下関市出身。

## 略歴
- 1966年4月、山口県立豊北高等学校入学と同時に独学でギターをはじめ、フォークバンド、ロックバンドを結成。
- 1969年4月、関西外国語大学英米語学科に入学。
- 1971年、ヤマハ・ライト・ミュージック・コンテスト・フォーク部門で関西大会グランプリを獲得（バンド名：フォークメッセンジャーズ）。
- 1973年3月、関西外国語大学英米語学科を卒業、上京。
- 1974年、歌謡コーラスバンド「ブルージャッカス」を結成、リードヴォーカル担当。平尾昌晃、ジャンボ尾崎のバックバンドも務める。
- 1976年、「愛は一度だけ」（ポリドール）をリリース。
- 1977年、日本テレビの番組「おはようこどもショー」の「今月の歌コーナー」で1年間歌う。
- 1980年、Music And Arts Institute of San Francisco（声楽科）に入学。
- 1981年、ジャンボ尾崎とサンフランシスコで食事をし、日本に帰ってゴルフの歌を作るように勧められる。
- 1984年、処女作「On The Green」（歌唱：ジャンボ尾崎）リリース、テレビ東京の番組「ゴルフ 尾崎兄弟に挑戦」のテーマソングとなる。後に尾崎よりペンネーム田尾将実を命名。
- 1998年、日本作曲家協会主催第3回ソングコンテストの「キリキリしゃん」（歌唱：石川さゆり）でグランプリ受賞。
- 1999年、日本作曲家協会主催第4回ソングコンテストの「京都恋歌」（歌唱：五木ひろし）でグランプリ受賞。
- 2005年、NHK-BS2の番組「BSカラオケ塾」のレギュラー講師を2年務める。

## 出演
- NHK-BS2「BSカラオケ塾」レギュラー講師（2005年 - 2007年）
- テレビ埼玉「カラオケ1ばん」審査員
- 千葉テレビ「チバテレビカラオケ大賞21」審査員

## 主な作品
- アグネス・チャン　「しあわせの花」「息」
- 渥美二郎　「愛が欲しい」
- 石川えりな　「つぶやき」
- 石川さゆり　「キリキリしゃん」
- 五木ひろし　「京都恋歌」
- 因幡晃　「リチャードギアにはなれないけれど」
- 岩本公水　「草枕」「恋風」「文鳥」「さいはて岬」「故郷にありがとう」「こまくさ帰行」「姫鏡台」「愛のせせらぎ」
- 尾崎将司　「On The Green」「少年のときめきで」
- オルリコ　「あなたのとなりには」「恋姫」
- 神園さやか　「淡雪なみだ」「ひこうき雲」
- 上沼恵美子　「涙の重さ」
- 北原ミレイ　「風の午後」「恋は砂時計」
- 北見恭子　「おんな夢」
- キム・ヨンジャ　「再会」「月のひとり言」「約束」「月下美人」
- kenjiro　「夜光虫」「夕日が泣いている」「夜のピアス」「大阪れいんぼう」「泥船」「25時の鏡」
- 香田晋　「最終便まで」
- こおり健太　「泣いてください」「片瀬川」「桜の下で」「北行路」「女の口紅」「山吹の花」「雨の舟宿」「霧雨の街」
- 冴木杏奈　「なぐさめ」「もしもあなたが泣きたい夜は」
- 桜川けん　「忘れ上手」
- 沢井明　「あまのじゃく」「雨の京橋」「おもいで蛍」「待ちわびて」
- 城之内早苗　「泣き砂 海風」「西馬音内 盆唄」「遠い花火」
- 杉良太郎　「たそがれの街角」
- 髙倉一朗　「さよならのかけらを集めて」
- 立樹みか　「夢情話」
- 高城れに　「津軽半島龍飛崎」
- チャン・ウンスク　「愛は絵空事」「木曜日の女」「ためらう鍵穴」「東京氷河」「泣きまね」「純粋エゴイスト」「別れの朝に...」
- チェウニ　「2時間だけのルージュ」「風のようなひと」「愛のまねごと」「愛が嫌いだから」
- チョン・テフ　「東京メランコリー」「ゆずれない愛」
- 鳥羽一郎　「港の挽歌」
- 中澤卓也　「青いダイヤモンド」「黄昏に」「彼岸花の咲く頃」「心変わり」
- 西崎緑　「如月」「花咲き染めし」「春知らず」「問わず語り」「桜草」
- 花見桜幸樹　「アイラブ東京」
- 風輪　「女神-MEGAMI-」「恋をするなら」「こんな時代と言わないで」
- 前川清　「扉」
- 前田有紀　「東京きりぎりす」
- まきのめぐみ　「ナギサ」「心のままに」
- 牧村三枝子　「悲しいね」
- 松原健之　「瞳の奥まで」「微笑」
- 松原のぶえ　「霧幻海峡」
- みずき舞　「待ちわびて」
- 門戸竜二　「デラシネ」「浮き草かぞえ唄」
- 山口のり　「あかん あかん」
- 山埼ていじ　「おまえしか愛せない」
- 山本あき　「金沢わすれ雨」「桜の小径」「愛の旅人」
- 湯原昌幸　「幸せの回数」「すいかずら」「ないものねだり」「引き潮」「俺でよかったのか」「菜の花」
- 若山かずさ　「蛍火の恋」「俄か雨」